# Bolszaja Kurica
Bolszaja Kurica, także Kurica (ros. Большая Курица) – rzeka na południowym zachodzie europejskiej części Rosji w obwodzie kurskim (w rejonach: zołotuchińskim, fatieżskim, kurskim i oktiabrskim), prawy dopływ Sejmu o długości 50 km i powierzchni zlewni 411 km².
Rzeka wypływa ze źródeł na Wyżynie Środkoworosyjskiej w lesie „Kruglak” (rejon zołotuchiński – 17 km²) około 2 km od chutora Koczetok (rejon fatieżski), a uchodzi do Sejmu w pobliżu wsi (ros. деревня, trb. dieriewnia) Wanina (rejon oktiabrski). Główny nurt ma miejsce w rejonie kurskim: długość 34 km i powierzchnia zlewni 313 km².
Bolszaja Kurica ma kilka dopływów, m.in.: ruczaje Żyrowskij, Paszynskij i Chrienowiec oraz rzeki: Zabołoć i Małaja Kurica (najdłuższy). Najważniejszą miejscowością przy jej nurcie jest wieś (ros. село, trb. sieło) Polanskoje).
Z powodu krętego koryta rzeka nie jest żeglowna, za to popularna jest wśród kajakarzy płynących w dół jej nurtu.